# Reacción de Angeli-Rimini
La reacción de Angeli-Rimini es una reacción orgánica entre un aldehído y la sulfonamida N-hidroxibencensulfonamida, en presencia de una base, formando un ácido hidroxámico.
El otro producto de la reacción es un ácido sulfínico. La reacción fue descubierta por los químicos italianos Angelo Angeli y Enrico Rimini, y fue publicada en 1896

## Prueba química
La reacción es utilizada en una prueba química para la detección de aldehídos, en combinación con cloruro de hierro(III). En este ensayo, se disuelven unas pocas gotas del espécimen que contiene aldehído en etanol, luego se agrega la sulfonamida junto con algo de solución de hidróxido de sodio, y la solución es acidificada al rojo Congo. Al agregar una gota de solución de cloruro de hierro(III), la solución se coloreará de rojo intenso si hay un aldehído presente. La sulfonamida puede ser preparada por reacción de hidroxilamina y cloruro de bencensulfonilo en etanol con potasio metálico.

## Mecanismos de reacción
El mecanismo de reacción para esta reacción no está claro, y existen varias trayectorias potenciales. La N-hidroxibencensulfonamida 1 o su forma deprotonada 2 es un nucleófilo en reacción con el aldehído 3 formando el intermediario 4. Después de un intercambio de hidrones intramolecular a 5, se separa un anión de ácido sulfínico, y resulta el ácido hidroxámico 8 a través de la nitrona 6 y el intermediario 7. Alternativamente, un intermediario aziridina 9 forma directamente el producto final. 

## Perspectiva
La reacción de Angeli-Rimini ha sido aplicada recientemente en síntesis en fase sólida con la sulfonamida unida covalentemente a un soporte sólido de poliestireno.